# 73 Yards
"73 Yards" é o quarto episódio da 14.ª temporada da série de ficção científica britânica Doctor Who, lançado originalmente através do BBC iPlayer e Disney+ em 25 de maio de 2024. Foi escrito por Russell T Davies e dirigido por Dylan Holmes Williams.
A história segue Ruby Sunday (Millie Gibson) enquanto ela procura pelo Décimo quinto Doutor (Ncuti Gatwa), que desaparece repentinamente em um penhasco no País de Gales após quebrar acidentalmente um círculo de fadas, enquanto é seguido por uma mulher que está sempre a 73 jardas de distância dela.
"73 Yards" foi o primeiro episódio da 14.ª temporada a ser filmado e foi produzido em vários locais do País de Gales entre o final de 2022 e início de 2023. Descrito por Davies como um terror folclórico, o episódio recebeu críticas amplamente positivas, com muitos avaliadores em especial elogiando o desempenho de Gibson.

## Enredo
O Doutor e Ruby chegam a um penhasco no País de Gales. O Doutor acidentalmente pisa em um círculo de fadas, que avisa sobre um "Mad Jack". Logo em seguida, ele desaparece e Ruby descobre que uma mulher misteriosa apareceu a exatamente 73 jardas de distância dela, não importa onde esteja. Ruby descobre que a mulher se move quando ela se aproxima dela, e todas as pessoas que ela pede para falar com a mulher em seu lugar fogem aterrorizadas.
Ruby volta para sua casa, onde pede ajuda à mãe, Carla, que conversa com a mulher, mas também foge aterrorizada. Carla renega Ruby e a deixa nas ruas, onde Ruby se encontra com Kate Lethbridge-Stewart da UNIT. A organização tenta apreender a mulher, mas todos os seus membros vão embora imediatamente após se aproximar dela. Ruby então passa os próximos 20 anos sozinha.
Durante um encontro, Ruby vê um anúncio de Roger ap Gwilliam, um candidato político mencionado pelo Doutor como tendo levado a Grã-Bretanha à beira de uma guerra nuclear depois de ser eleito. Gwilliam menciona seu apelido de "Mad Jack", e Ruby se junta ao grupo dele para detê-lo como uma carregadora de casacos. Gwilliam vence as eleições e planeja fazer um discurso ao mundo onde anunciaria que a Grã-Bretanha abandonaria a OTAN e que compraria o arsenal nuclear do Paquistão. Ruby consegue se afastar a 73 jardas de Gwilliam, fazendo com que ele encontre a mulher. Gwilliam foge aterrorizado e renuncia ao cargo de primeiro-ministro.
A mulher não vai embora e Ruby passa mais 40 anos sozinha. Já velha em uma cama de hospital, ela eventualmente morre quando a mulher se aproxima do pé de sua cabeceira. Ruby aparece no passado, no dia em que ela e o Doutor interagiram com o círculo. Ela aparece na forma de mulher e chama seu eu mais jovem, alertando o Doutor para não pisar no círculo. Ruby impede que o Doutor pise nele, e a dupla vai embora enquanto a Ruby mais velha desaparece.

## Produção

### Desenvolvimento
"73 Yards" foi escrito por Russell T Davies, que considerou o episódio como um terror folclórico galês e o antagonista como o "vilão mais estranho que você já viu". Ncuti Gatwa afirmou que "73 Yards" foi importante para o desenvolvimento geral de Ruby ao longo da 14.ª temporada. O episódio omitiu a música-tema e a sequência de abertura, o que aconteceu apenas pela quarta vez nos 60 anos de história do programa, os três primeiros sendo "Sleep No More" (2015), "The Woman Who Fell to Earth" (2018) e "Resolution" (2019).

### Filmagens
"73 Yards" foi filmado entre dezembro de 2022 e janeiro de 2023. Foi o primeiro episódio do primeiro bloco de produção da 14.ª temporada, sendo filmado junto com o episódio seguinte, "Dot and Bubble". Foi também o primeiro roteiro dado a Gibson. As primeiras cenas filmadas por Gibson aconteceram no apartamento de Ruby. A cena de abertura foi filmada na cidade de Tenby, no oeste do País de Gales. Dois adereços da TARDIS foram usados durante as filmagens porque a equipe de produção precisava que ela parecesse envelhecida e eles não teriam tempo de pintá-la novamente no local. As filmagens das cenas no pub aconteceram no White Cross Inn em Caerphilly, que também havia sido usado anteriormente como local de filmagens do spin-off Torchwood. Como a janela do pub em que Ruby olha na verdade dava para um estacionamento, a janela teve que ser removida do prédio e realocada para obter o ponto de vista adequado. Algumas cenas foram filmadas na BBC Cymru Wales New Broadcasting House e no Cardiff City Stadium.

### Elenco
"73 Yards" é considerado um episódio "Doctor-lite", que se refere a um episódio que apresenta tempo de tela limitado para o Doutor. Gatwa ainda estava filmando Sex Education no momento em que o episódio foi filmado, limitando sua disponibilidade. Gatwa esteve no set apenas por um dia de filmagem. O elenco do episódio foi anunciado em 9 de janeiro de 2023. Como resultado, ele foi amplamente liderado pela atuação de Millie Gibson como Ruby Sunday. Aneurin Barnard aparece no episódio como Roger ap Gwilliam. Hilary Hobson retrata a Mulher, enquanto Siân Phillips retrata Enid Meadows. Jemma Redgrave também faz uma aparição como Kate Lethbridge-Stewart, uma membra da UNIT que atua em um papel recorrente na série, aparecendo pela última vez em "The Giggle" (2023). Anita Dobson repete seu papel como a Sra. Flood em uma breve aparição. Jornalistas reais foram usados como figurantes nas cenas filmadas na BBC Broadcasting House. Como nos episódios anteriores da temporada, Susan Twist aparece em um papel diferente, desta vez no início como uma caminhante.

## Transmissão e recepção
| Críticas profissionais: | Críticas profissionais: |
| Avaliações da crítica   | Avaliações da crítica   |
| Fonte                   | Avaliação               |
| ----------------------- | ----------------------- |
| Digital Spy             | [ 19 ]                  |
| Evening Standard        | [ 20 ]                  |
| i                       | [ 21 ]                  |
| IGN                     | 8/10                    |
| Radio Times             | [ 23 ]                  |
| The Independent         | [ 24 ]                  |
| Vulture                 | [ 25 ]                  |

### Transmissão
No Reino Unido, "73 Yards" foi lançado pela primeira vez no BBC iPlayer em 25 de maio de 2024, seguido por uma transmissão na BBC One no final do dia. Foi lançado simultaneamente no resto do mundo pelo Disney+ em 24 de maio.

### Audiência
A audiência durante a noite de estreia estimaram que o episódio foi visto por 2,62 milhões de telespectadores em sua primeira transmissão, os maiores números da série durante a noite até aquele momento. Ele bateu o recorde anterior de "Space Babies" em cerca de 20 mil espectadores, e aumentou 580 mil espectadores em relação ao episódio anterior.

### Recepção crítica
O episódio foi recebido com avaliações positivas da crítica, em especial a atuação de Gibson.
Em sua crítica para a VG247, Alex Donaldson referiu-se a "73 Yards" como "mais do que apenas um dos melhores episódios de Doctor Who de todos os tempos, mas também como uma das melhores coisas na TV em anos". Da mesma forma, Martin Robinson do Evening Standard saudou-o como "um clássico de terror de ficção científica que até mesmo os que odeiam o programa vão adorar" e o viu como um rival de "Blink", citando sua "excelência formal e terror verdadeiramente comovente". Robert Anderson da IGN elogiou a atmosfera do episódio, considerando-o "um dos melhores episódios 'Doctor-lite' de todos os tempos", apesar de comentar que alguns tópicos da trama não se resolvem de maneira satisfatória.
Bradley Russell da Total Film descreveu o episódio como uma "excelente entrada de Doctor Who "que é "perturbadora" e que "ficará com você por muito tempo depois que a música icônica dos créditos começasse", mas argumentou que o terceiro ato foi mais fraco do que o resto do episódio, pois perde o impacto do horror e o impulso do cenário galês. Daniel Cooper do Engadget elogiou o episódio por explorar a personagem de Ruby e como a utilizou. Rebecca Cook do Digital Spy achou que o episódio estava "frustrantemente perto de ser perfeito", criticando a trama de Gwilliam, bem como sua execução em conjunto com o resto do episódio. Louise Griffin, da Radio Times, opinou que, embora as "perguntas não respondidas" contribuíssem "para o enigma da história" e a execução fosse boa, ela acreditava que havia um limite para o público, mas o episódio não o cruzou.

## Home media
Uma romantização do episódio, escrita por Scott Handcock, foi lançada como brochura e audiolivro em 8 de agosto de 2024 como parte da Target Collection.